# Скендеровци (Брестовац)
Скендеровци су насељено место у општини Брестовац, у западној Славонији, Република Хрватска.

## Историја
До нове територијалне организације налазило се у саставу бивше велике општине Славонска Пожега.

## Становништво
На попису становништва 2011. године, Скендеровци су имали 187 становника.
| Националност       | 1991.        |
| Хрвати             | 175 (81,39%) |
| Срби               | 15 (6,97%)   |
| Југословени        | 19 (8,83%)   |
| остали и непознато | 6 (2,79%)    |
| Укупно             | 215          |